# Universidade de Copenhague

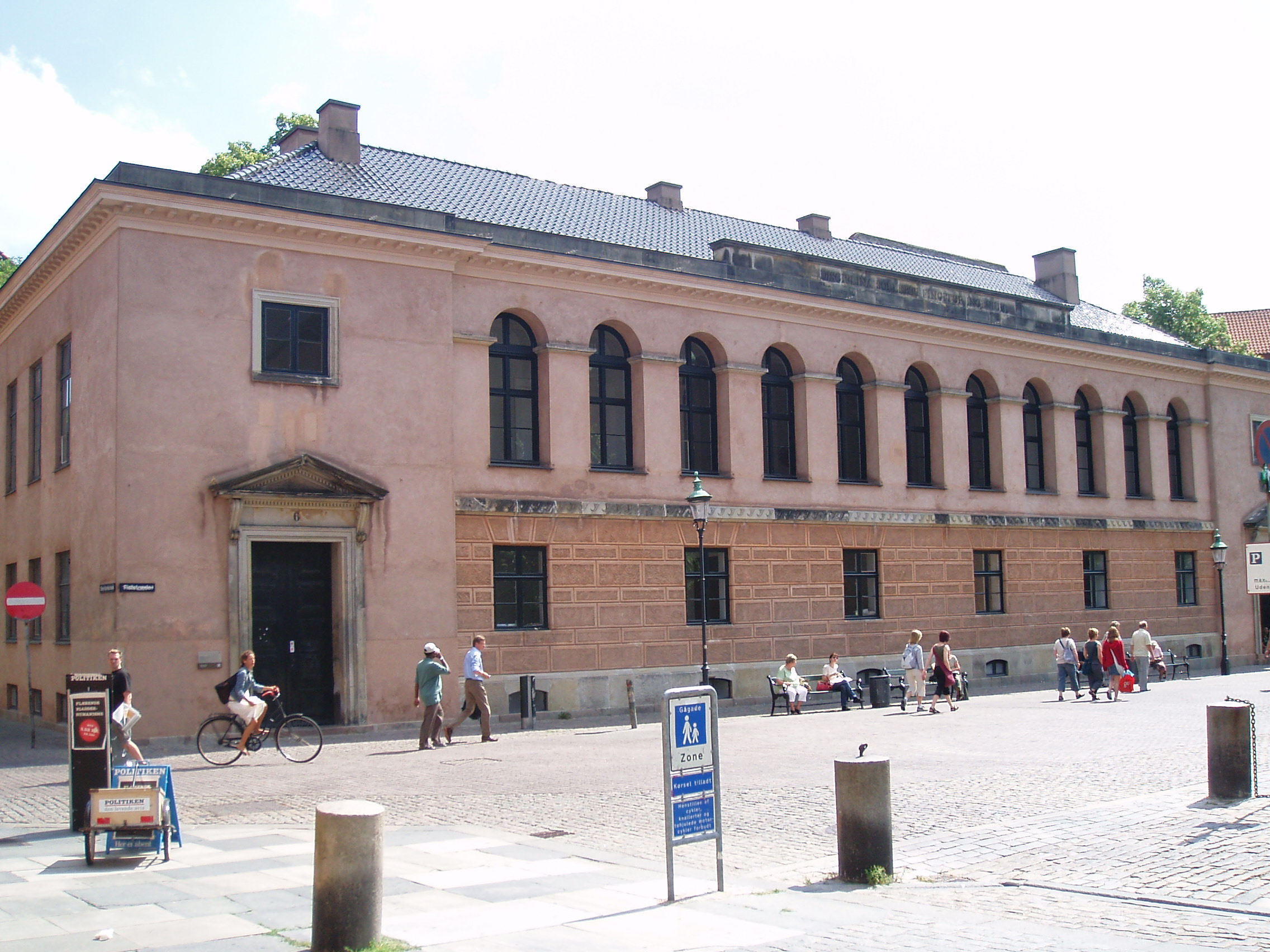
O Anexo Metropolitano em Copenhague, próximo aos edifícios principais da universidade

A Universidade de Copenhague (português brasileiro) ou Universidade de Copenhaga (português europeu) (em dinamarquês: Københavns Universitet) é a maior e mais antiga universidade e instituição de pesquisa da Dinamarca. Fundada em 1479, possui mais de 33 500 estudantes, a maior parte dos quais do sexo feminino (57%), e mais de 9 000 funcionários. 
A universidade têm vários campi localizados dentro e próximo de Copenhague, estando o mais antigo localizado na parte central da cidade. A maioria dos cursos são ministrados em dinamarquês; todavia, mais e mais cursos têm sido oferecidos em inglês e alguns em alemão. 
A universidade é membro da International Alliance of Research Universities (IARU). A Universidade tem vários departamentos de alto nível internacional, como por exemplo, o Instituto de Niels Bohr, o departamento de Física.